# First Lego League

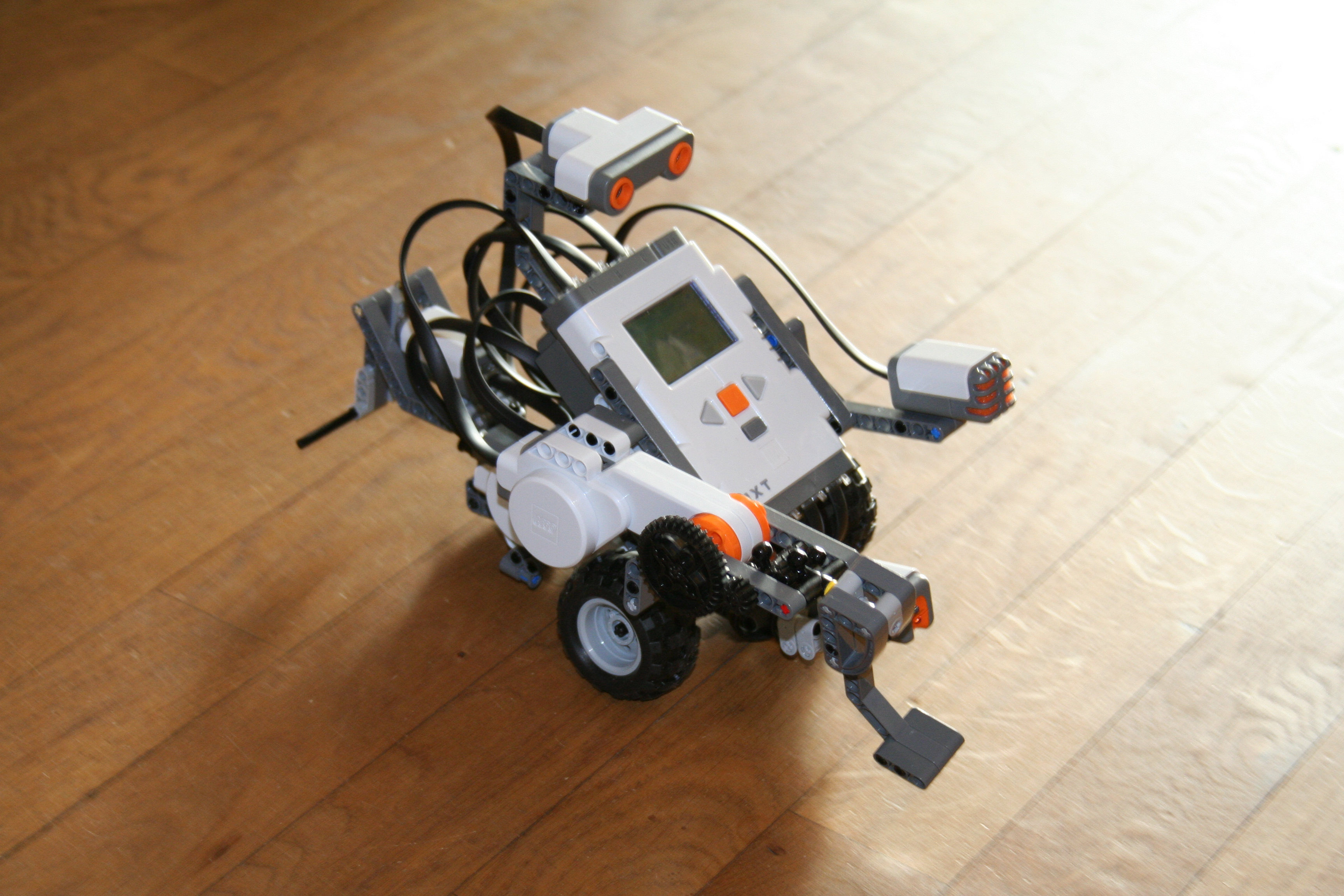
Modelo confeccionado para o Scandinavian FLL Project Leader Meeting (Aarhus, 2006).

FIRST LEGO League Challenge, também conhecida como FIRST LEGO League ou pela sigla FLL, é um programa internacional sem fins lucrativos, para jovens com idades de 9 a 14 anos nos Estados Unidos da América e no Canadá, e de 9 a 15 anos nos demais países, no Brasil, de 9 a 15 anos.

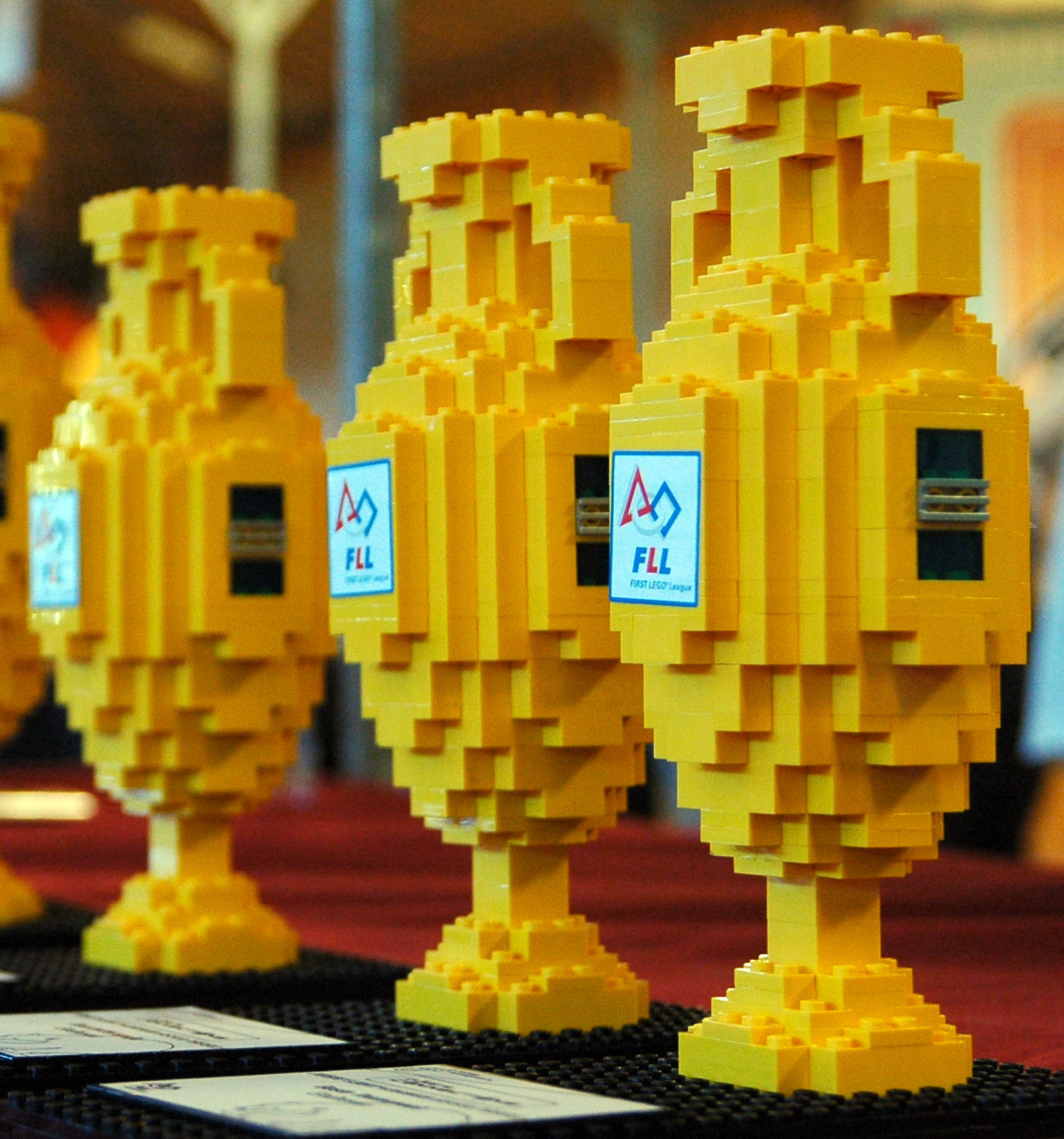
Troféus da FLL.

A FLL foi criada pela FIRST com a ajuda do LEGO Group com a finalidade divulgar o conceito da FIRST, de inspirar e celebrar a ciência e a tecnologia entre os jovens, utilizando contextos do mundo real. A cada ano o programa baseia-se num tema diferente, relacionado com as ciências e a comunidade internacional. Assim, cada desafio dentro da competição é ligado a esse tema. 
A categoria Challenge da FIRST LEGO League é operacionalizada, no Brasil, pelo SESI DN (Departamento Nacional), desde 2004. O programa tem ainda outras duas categorias, que são operacionalizadas, no Brasil, pela Educacional - Ecossistema de Tecnologia e Inovação: Discover (3 a 6 anos) e Explore (6 a 10 anos). 
FIRST LEGO League Challenge é um dos programas de competição de robótica organizados pela FIRST, sendo os outros: FIRST LEGO League Explore, FIRST Robotics Competition, FIRST Global Challenge e FIRST Tech Challenge. 
A prova de robótica envolve utilizar princípios de engenharia para criar e programar um robô de um material desenvolvido pelo Massachusetts Institute of Technology (MIT) em parceria com o LEGO Group: o LEGO Mindstorms. O robô, construído em equipe pelos jovens, terá que cumprir várias tarefas e soluções ligadas ao tema selecionado para o ano. Durante a temporada, as equipes de jovens reúnem-se para projetar e partilhar os seus conhecimentos e idéias. Desse modo, a FLL visa despertar nos jovens o entusiasmo pela descoberta, a ciência, a tecnologia, o empreendedorismo e as amizades. As equipes de jovens, orientadas pelo seu treinador e assistidas por mentores:
- Pesquisam e buscam soluções para problemas do dia-a-dia, sobre um tema escolhido pelos organizadores a cada ano;
- Apresentam as suas pesquisas e propostas de solução;
- Constroem um robô autônomo, programado pelo LEGO Mindstorm, com o emprego de conceitos de engenharia.
- Encoraja os jovens participantes a pensar como cientistas e engenheiros;
- Proporciona divertimento, criatividade, e experiência na aprendizagem prática;
- Estimula os jovens a experimentar e ultrapassar obstáculos;
- Cria auto-estima e confiança nos participantes;
- Inspira os jovens a participar na ciência e na tecnologia;

## Os torneios
A culminância de cada temporada são torneios, provas que os robôs devem cumprir sobre uma mesa denominada "tapete". As equipes necessitam disputar, no mínimo, três provas nas "Missões com robôs". A pontuação que conta é a mais elevada das três. As equipes também necessitam fazer para o público, em cinco minutos, uma apresentação do seu trabalho. Cada ano possui uma problemática, sobre a qual os participantes devem desenvolver soluções inovadoras.
2008/2009: "Mudanças Climáticas"
2009/2010: "Transportes Inteligentes"
2010/2011: "Body forward", soluções para o corpo humano
2011/2012: "Food Factor", soluções para alimentação
2012/2013: "Senior Solutions", soluções para pessoas da terceira idade
2013/2014: "Nature's Fury", soluções para desastres naturais
2014/2015: "World Class", soluções para a educação
2015/2016: "Trash Trek", soluções para o problema do lixo
2016/2017: "Animal Allies", soluções para os animais
2017/2018: "Hidro Dynamics", soluções para a água
2018/2019: "Into Orbit", soluções para o espaço
2019/2020: "City Shaper", soluções para problemas urbanos
Durante o torneio cada equipe é entrevistada pelos juízes, que são peritos em suas áreas. Os juízes avaliam a qualidade de pesquisa, a técnica de construção de robôs, o nível da compreensão científica e a qualidade da apresentação. Instruções especiais foram concebidas por especialistas em educação, de modo a auxiliar os juízes na avaliação e na pontuação. Ao fim do dia de competição existe uma cerimônia de entrega de troféus.
Os torneios são disputados sequencialmente:
- Torneios Locais - como o nome indica, são de menor porte, envolvendo aproximadamente 30 equipes
- Torneios Nacionais - de maior dimensão e importância, envolvem aproximadamente 50 equipes, as vencedoras nos torneios locais
- Torneio Internacional (FIRST Championship) - é a culminância da temporada, envolvendo os vencedores dos torneios nacionais, disputado por até 80 equipes.